# Повторное завоевание Руси
«Повторное завоевание Руси» (пол. Powtórne zajęcie Rusi) — картина польского художника Яна Матейко на исторический сюжет, созданная в 1888 году. Шестая по времени действия часть цикла «История цивилизации в Польше». Хранится в Национальном музее в Варшаве.

## Описание и судьба картины
Матейко написал «Повторное завоевание Руси» сразу после картины «Легницкий разгром. Возрождение». Предположительно он видел тесную связь между этими картинами: в «Легницкой битве» он показывает очищающую силу поражения от монголов, а в «Повторном завоевании» — новые успехи Польши. Художник объединил в сюжете одного полотна события нескольких десятилетий, когда польский король Казимир III в результате ряда походов завоевал обширное Галицкое княжество на юго-востоке.